# Tóth Ferenc (labdarúgó, 1925)
Tóth Ferenc (?, 1925. március 1. – ?, 1996. május 22.) válogatott magyar labdarúgó, balhátvéd. A sportsajtóban Tóth III néven volt ismert.

## Pályafutása

### Klubcsapatban
1948 és 1953 között a Bp. Honvéd labdarúgója volt, ahol három bajnoki címet szerzett a csapattal. Fegyelmezett, lelkiismeretes játékos volt, aki határozott volt a közelharcban, de fejjátéka és gyorsasága nem volt megfelelő.

### A válogatottban
1950-ben két alkalommal szerepelt a válogatottban.

## Sikerei, díjai
- Magyar bajnokság
  - bajnok: 1949–50, 1950-ősz, 1952
  - 2.: 1951
- A Magyar Népköztársaság kiváló sportolója (1951)[1]

## Statisztika

### Mérkőzései a válogatottban
| Magyarország | Magyarország         | Magyarország                  | Magyarország  | Magyarország | Magyarország | Magyarország | Magyarország | Magyarország |
| #            | Dátum                | Helyszín                      | Hazai         | Eredmény     | Vendég       | Kiírás       | Gólok        | Esemény      |
| ------------ | -------------------- | ----------------------------- | ------------- | ------------ | ------------ | ------------ | ------------ | ------------ |
| 1.           | 1950. június 4.      | Varsó                         | Lengyelország | 2 – 5        | Magyarország | barátságos   | -            | 75'          |
| 2.           | 1950. szeptember 24. | Budapest, Megyeri úti stadion | Magyarország  | 12 – 0       | Albánia      | barátságos   | -            |              |
|              | Összesen             |                               |               | 2            | mérkőzés     |              | 0            | gól          |